# Min mors kærlighed
|  | Denne artikel er oprettet af botten PalnaBot ud fra en ekstern database. Den kan derfor have sproglige fejl eller mangler. Denne skabelon kan fjernes efter kontrol af indholdet. |

Min mors kærlighed er en kortfilm instrueret af Nicolo Donato efter manuskript af Jeanette Nordahl og Nicolo Donato.

## Handling
Louise er en ung sygeplejerske sidst i 20'erne. Hun har i de sidste mange år ikke talt med sin mor, Anette, grundet morens alkoholmisbrug. Men en aften, da Louise er på arbejde, bliver en højgravid Anette indlagt efter en bilulykke.